# У с дакутэном

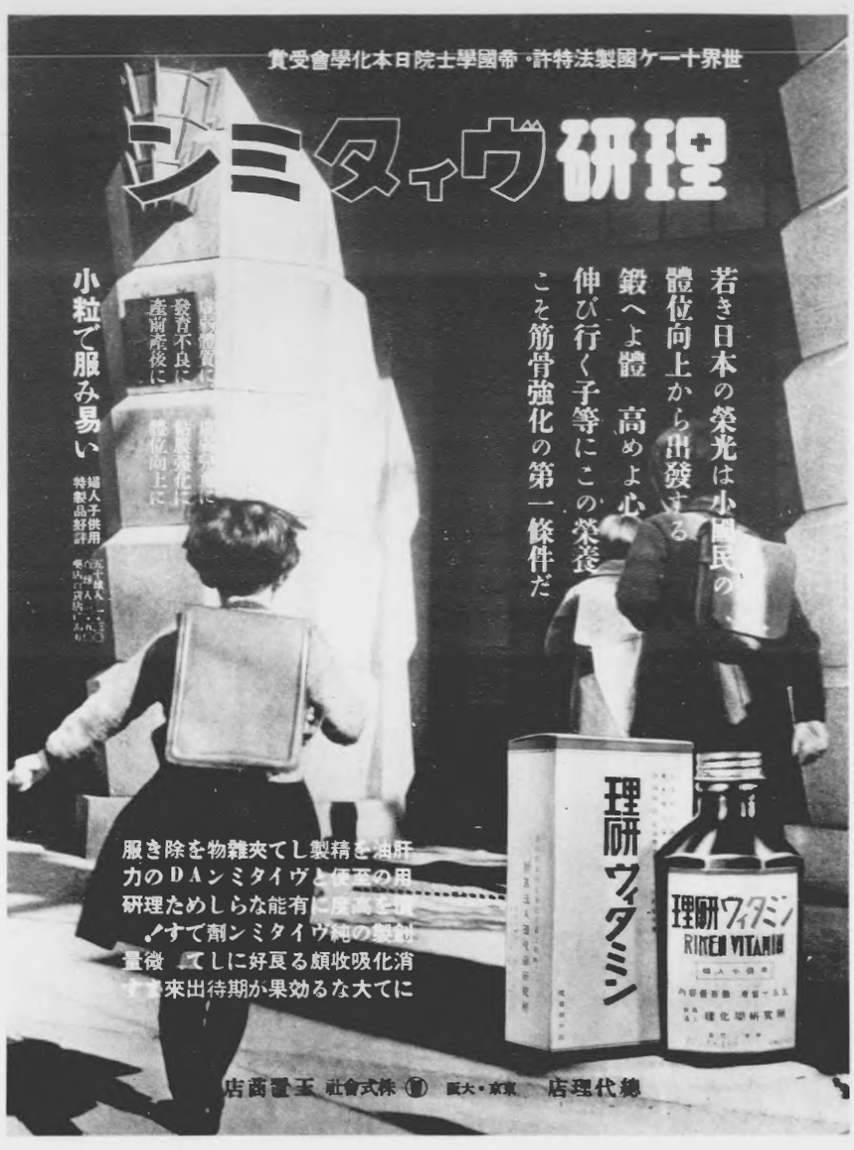
Реклама 1938 года: слово «витамины» записано с использованием ヴ

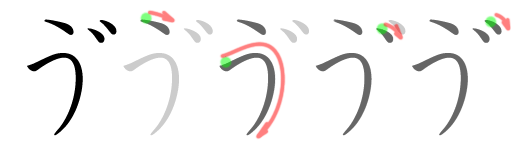
Порядок начертания ゔ

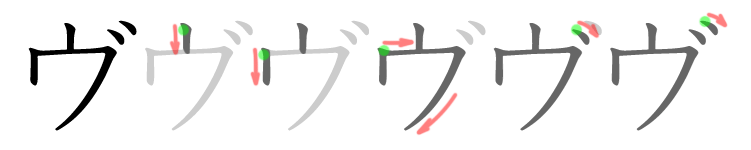
Порядок начертания ヴ

ヴ в катакане и ゔ в хирагане — символы японской каны, образованные присоединением к う и ウ (у) дакутэна. 
Созданы для обозначения отсутствующего в японском языке звука [v]. Поскольку заимствованные слова пишутся катаканой, как правило употребляется только знак ヴ.
Знак хираганы ゔ может использоваться в именах собственных.

## История
Использовать ヴ для выражения звука [v] впервые предложил Фукудзава Юкити в предисловии к своему собранию сочинений. В вышедшем в 1860 году «Пересмотренном и дополненном китайско-английском словаре» можно найти примеры её употребления.
Некогда для обозначения звука [v] имели хождение знаки ワ-строки с дакутэном (ヷ, ヸ, ヹ, ヺ), но они не стали распространёнными.
В докладе Совета по изучению родного языка 1954 года содержится рекомендация использовать строку «ба» для выражения звука [v], однако в отчёте от 7 февраля 1991 года «Написание заимствованных слов» в случае, если оригинале слово имеет звук [v] и требуется выразить его наиболее точно, разрешается использовать знак ヴ. Постановление кабинета министров №2 от 28 июня 1991 года добавило эту норму к действующим правилам написания. Однако в тот же день Министерство образования выпустило приказ «Об обращении заимствованных слов в учебном процессе», в котором требовало избегать написания через ヴ в начальной школе, в средней же в общем писать через строку «ба», но в случае необходимости объяснять также и написание через ヴ, чтобы школьники могли читать и писать оба варианта.

## Использование в качестве звука [v]
ヴ используется по следующим правилам:
1. [v] перед согласным записывается как ヴ.
2. [va], [vi], [vu], [ve], [vo] записываются соответственно как ヴァ, ヴィ, ヴ, ヴェ, ヴォ.
3. Для записи [v] с гласными звуками, которых нет в японском, используется ближайший с точки зрения носителя японского: ヴァ, ヴィ, ヴ, ヴェ, ヴォ. Например, английское слово valley væli записывается как ヴァレー.
4. Разрешается произносить ヴァ, ヴィ, ヴ, ヴェ, ヴォ как [ba], [bi], [bu], [be], [bo][3].

### Соответствие букв V и ヴ
В языках, использующих латинский алфавит, звук [v] может выражаться разными буквами. В таких языках, как английский и французский, звук [v] выражается буквой «V». В немецком, польском и верхнелужицком же звук [v] выражается буквой «W». 
Однако в испанском языке, в котором так же как и в японском отсутствует звук [v], буква «V» обозначает звук [b], а в латинском — звонкий лабиовелярный аппроксимант [w]. Таким образом, не обязательно во всех языках на основе латинского алфавита буква V выражает звук [v], поэтому нельзя автоматически записывать букву V буквой ヴ.

### Другие способы записи звука [v] каной
После окончания периода Мэйдзи в японский язык хлынуло большое количество заимствований из английского, французского, немецкого и русского языков. Ввиду отсутствия в кане точного соответствия звуку [v], при транскрипции слов его содержащих возникал вопрос, как же её записывать.
Как было сказано выше, ранее рекомендаций по использования буквы ヴ не было, и для записи звука [v] использовались каны строки «ба»:
| Оригинал  | Произношение | Катакана   | Транскрипция | Перевод   |
| --------- | ------------ | ---------- | ------------ | --------- |
| Liverpool | ˈlɪvəpuːl    | リバプール | рибапу:ру    | Ливерпуль |
| Vacance   | vakɑ̃s        | バカンス   | бакансу      | Отпуск    |
| Valois    | valwa        | バロア     | бароа        | Валуа     |
| Violin    | vaɪəˈlɪn     | バイオリン | байорин      | Скрипка   |

В настоящее время в связи с распространением буквы ヴ можно часто встретить написание слов, подобных этим, через ヴ. Таким образом, в японском языке выбор варианта записи слова во многом зависит от пишущего.
В немецком языке буква «V» обычно передаёт звук [f], хотя в заимствованных словах может передавать и звук [v], поэтому в японском в каждом случае применяется соответствующий знак катаканы. С другой стороны, «W», будучи первой в слове, также выражает звук [v], однако передаётся не «ба»-строкой, а каной из строки ワ (ワ, ヰ, ヱ, ヲ) или из строки ウァ (ウァ, ウィ, ウェ, ウォ):
| Оригинал | Произношение | Катакана             | Транскрипция       | Перевод |
| -------- | ------------ | -------------------- | ------------------ | ------- |
| Weimar   | ˈvaɪmaʁ      | ワイマル, ワイマール | ваймару, вайма:ру  | Веймар  |
| Wagner   | ˈvaːgnɐ(ʁ)   | ワグネル, ワーグナー | вагунэру, ва:гуна: | Вагнер  |
| Wien     | viːn         | ヰィン, ウィーン     | вин, уи:н          | Вена    |

Из-за того, что в ходе языковой реформы были исключены каны ヰ и ヱ, а ヲ (を) стала использоваться только в качестве частицы, в настоящее время для записи немецкой «W» обычно применяются знаки ワ, ウィ, ウ, ウェ, ウォ. Так как буква ヴ закрепилась за звуком [v], она может применяться для более точного выражения немецкого произношения: ヴァイマル, ヴァーグナー, ヴィーン.
При записи слов из русского языка так же используется не строка バ, а строка ワ либо ウァ. Однако это не является обязательным.
| Оригинал                                 | Катакана                                 | Транскрипция                             |
| Пример использования строк ワ либо ウァ: | Пример использования строк ワ либо ウァ: | Пример использования строк ワ либо ウァ: |
| ---------------------------------------- | ---------------------------------------- | ---------------------------------------- |
| Москва                                   | モスクワ                                 | мосукува                                 |
| Иван                                     | イワン                                   | иван                                     |
| Владивосток                              | ウラジオストク、ウラジオストック         | урадзиосутоку, урадзиосутокку            |
| Пример использования строки バ:          |                                          |                                          |
| Совет                                    | ソビエト                                 | собиэто                                  |
| Волга                                    | ボルガ                                   | боруга                                   |

## Употребление ヴ на телеканалеNHK
Хотя как правило звук [v] выражается «ба»-строкой, в последнее время наблюдается тенденция обозначать его через ヴ. Например, такое встречается в музыкальных программах.
В заставке вышедшей в 1995 году передачи «Отражение века» в числе прочих мелькает имя Стравинского. В первых её выпусках оно было записано как ストラビンスキー, но затем неожиданно сменилось на ストラヴィンスキー. Однако существуют и обратные примеры. Так, в видеотрансляции концерта под руководством дирижёра Герберта фон Караяна в 1957 году при исполнении музыки Бетховена было подписано ベートーヴェン, однако сейчас телеканал NHK использует написание ベートーベン.